# Jerzy Liśniewicz

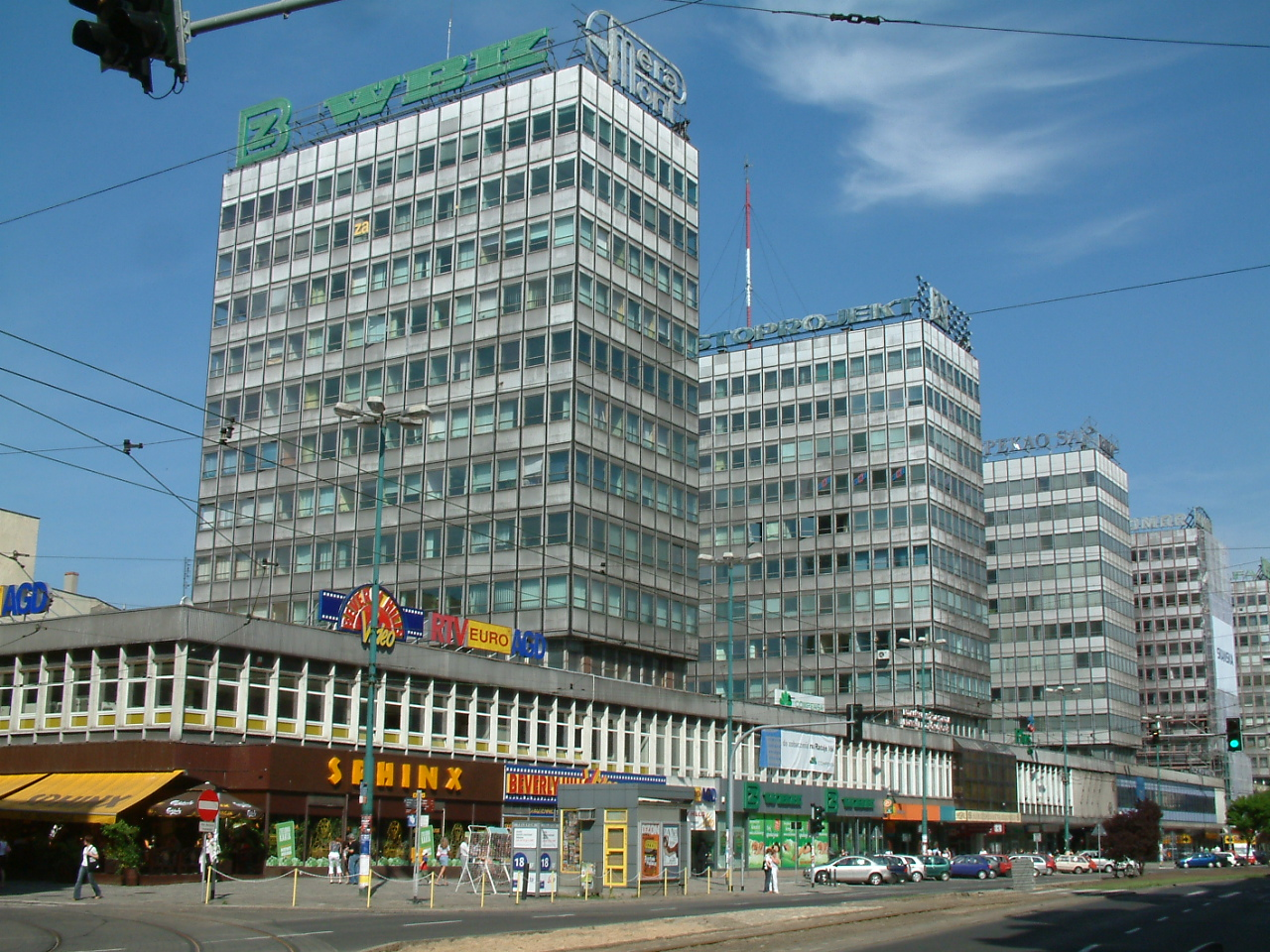
Domy Towarowe Alfa w Poznaniu

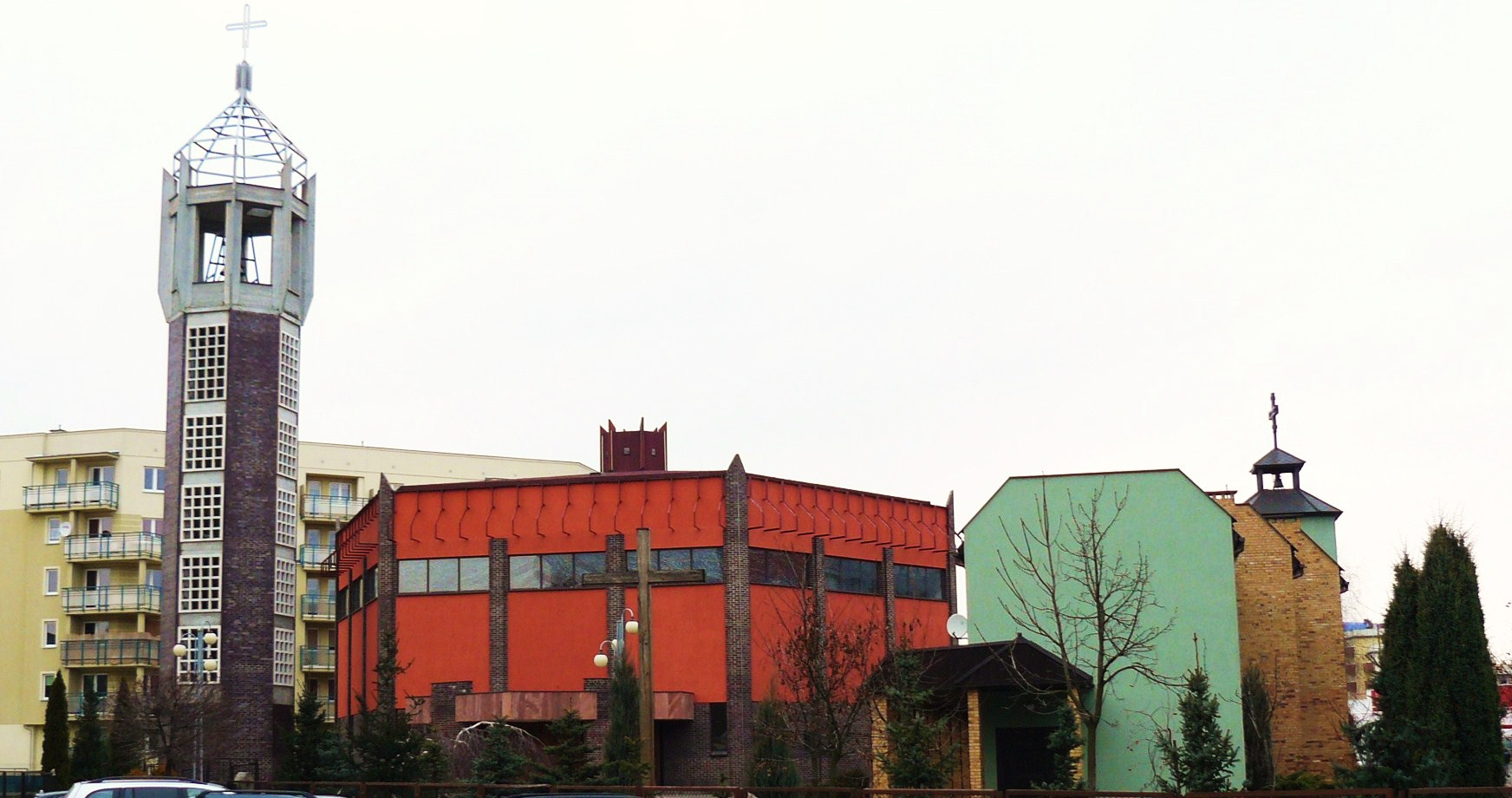
Kościół Narodzenia Pańskiego w Poznaniu - Osiedle Batorego

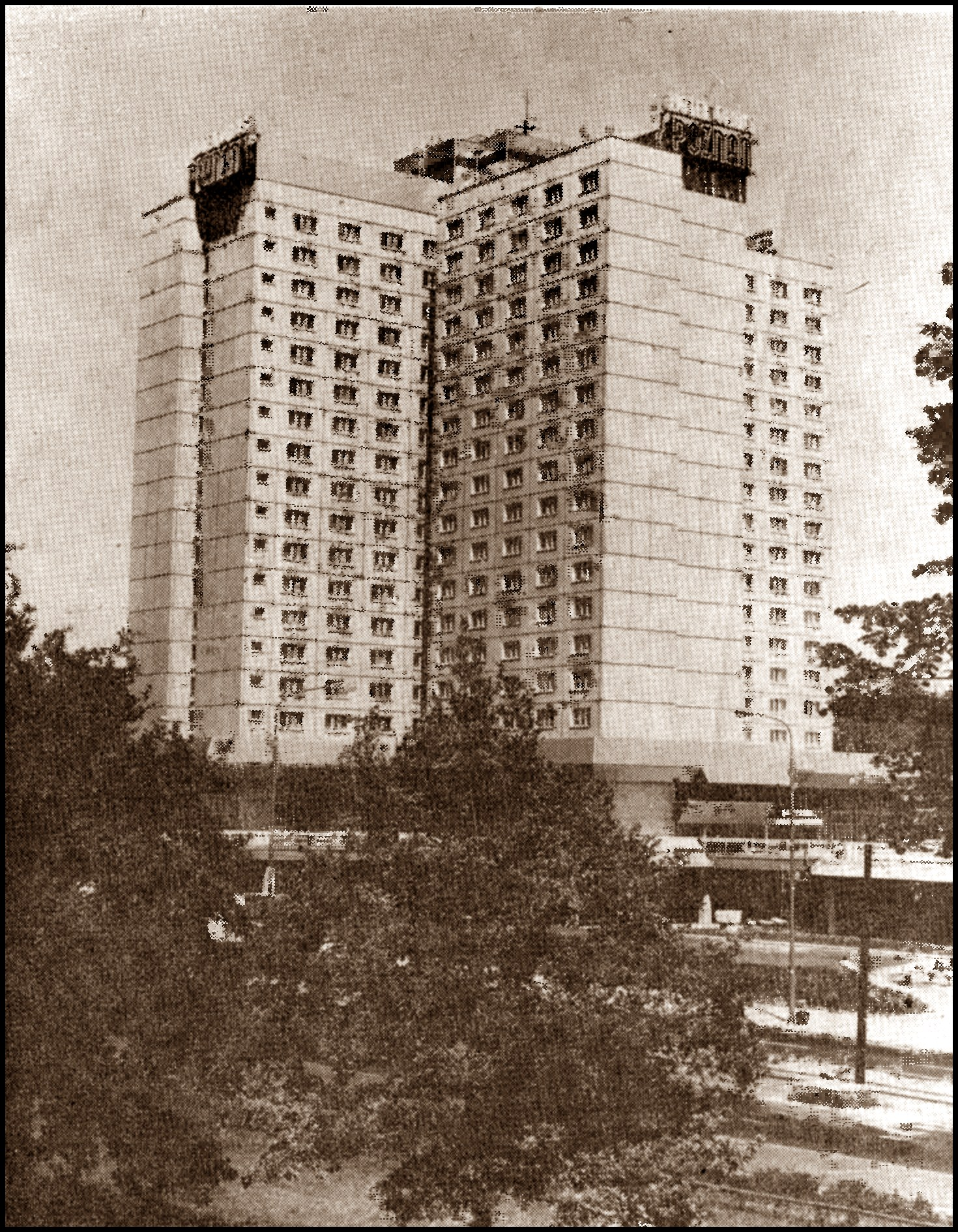
Hotel Poznań (obecnie Novotel / Ibis Poznań Centrum) w 1979

Jerzy Liśniewicz (ur. 17 maja 1919 w Rostowie nad Donem, zm. 10 kwietnia 2012 w Poznaniu) – polski architekt związany przede wszystkim z Poznaniem.

## Kariera zawodowa
Jerzy Liśniewicz był jednym z najpłodniejszych architektów działających w powojennym Poznaniu. Początkowo (1948–1965) pracował w poznańskim Miastoprojekcie jako kierownik pracowni wielobranżowej. W 1966 ukończył studia na Wydziale Architektury Politechniki Wrocławskiej, a już rok wcześniej przeszedł do Urzędu Miejskiego w Poznaniu (kierownik Oddziału Architektury). Do przejścia na emeryturę (1982) projektował wiele prestiżowych gmachów w mieście. W latach 1982–2001 prowadził własny zespół autorski. Został pochowany na cmentarzu Miłostowo w Poznaniu.

## Najważniejsze realizacje
- Osiedle Chrobrego, Zielona Góra, 1950,
- Osiedle Kaszownik, Toruń, 1955,
- hale wystawowe nr 14 i 20 oraz pawilon Budimex/Polimex-Cekop na MTP, 1957, 1960 (współautorzy: Henryk Jarosz i Jan Wellenger)
- budynek Marago, Poznań, ul. Zwierzyniecka, 1960 - budynek uzyskał tytuł Mister Poznania w 1961,
- Dom Technika w Poznaniu, 1963 (współautorzy: Henryk Jarosz i Jan Wellenger),
- budynek mieszkalno-usługowy RTV (popularne Telewizory) przy Świętym Marcinie, 1964,
- studium modernistycznej przebudowy centrum Poznania, 1966,
- Domy Towarowe Alfa w Poznaniu w ramach I etapu przebudowy centrum (i zarazem jedynego wykonanego), 1968, (współautor: Zygmunt Waschko),
- ośrodek wypoczynkowy Pocztowiec w Kiekrzu, 1965, (współautor: Henryk Jarosz),
- szpital rehabilitacyjny w Kiekrzu, 1969, (współautor: M.Werner),
- hotele Orbisu: 
  - Unia w Lublinie (1970, z H.Jaroszem),
  - Panorama we Wrocławiu (1970, z H.Jaroszem),
  - Polonez w Poznaniu (1974 z J.Maciejewskim, S.Zieleśkiewiczem),
  - Poznań w Poznaniu (1978, z J.Maciejewskim, S.Zieleśkiewiczem),
- kościół Imienia Maryi w Poznaniu, 1972,
- kościół Miłosierdzia Bożego w Poznaniu, 1982,
- kościół Narodzenia Pańskiego w Poznaniu, 1995, (współautorzy: J.Sosnowski, B.Olechowski),
- kościół św. Józefa Oblubieńca NMP w Puszczykowie, 1984 - wnętrza, (współautorzy: Z.Błądek, J.Lenartowicz, Z.Gromadziński),
- kościół błogosławionego Edmunda Bojanowskiego w Gostyniu, 1996.

## Konkursy i nagrody
Architekt brał udział w konkursach na centrum Gorzowa Wlkp. (1958) i Warszawy (1960, zespołowo), teatru w Elblągu (1962), kościołów w Kaliszu (1958), Poznaniu (Górczynie, 1982) i Siedlcach (1984), a także na Pomnik Ofiar Czerwca 1956. Był laureatem licznych nagród państwowych i odznaczeń, w tym Złotego Krzyża Zasługi w 1974. W 2006 otrzymał Honorową Nagrodę Oddziału Poznańskiego SARP.